# Безпалків Роман Михайлович

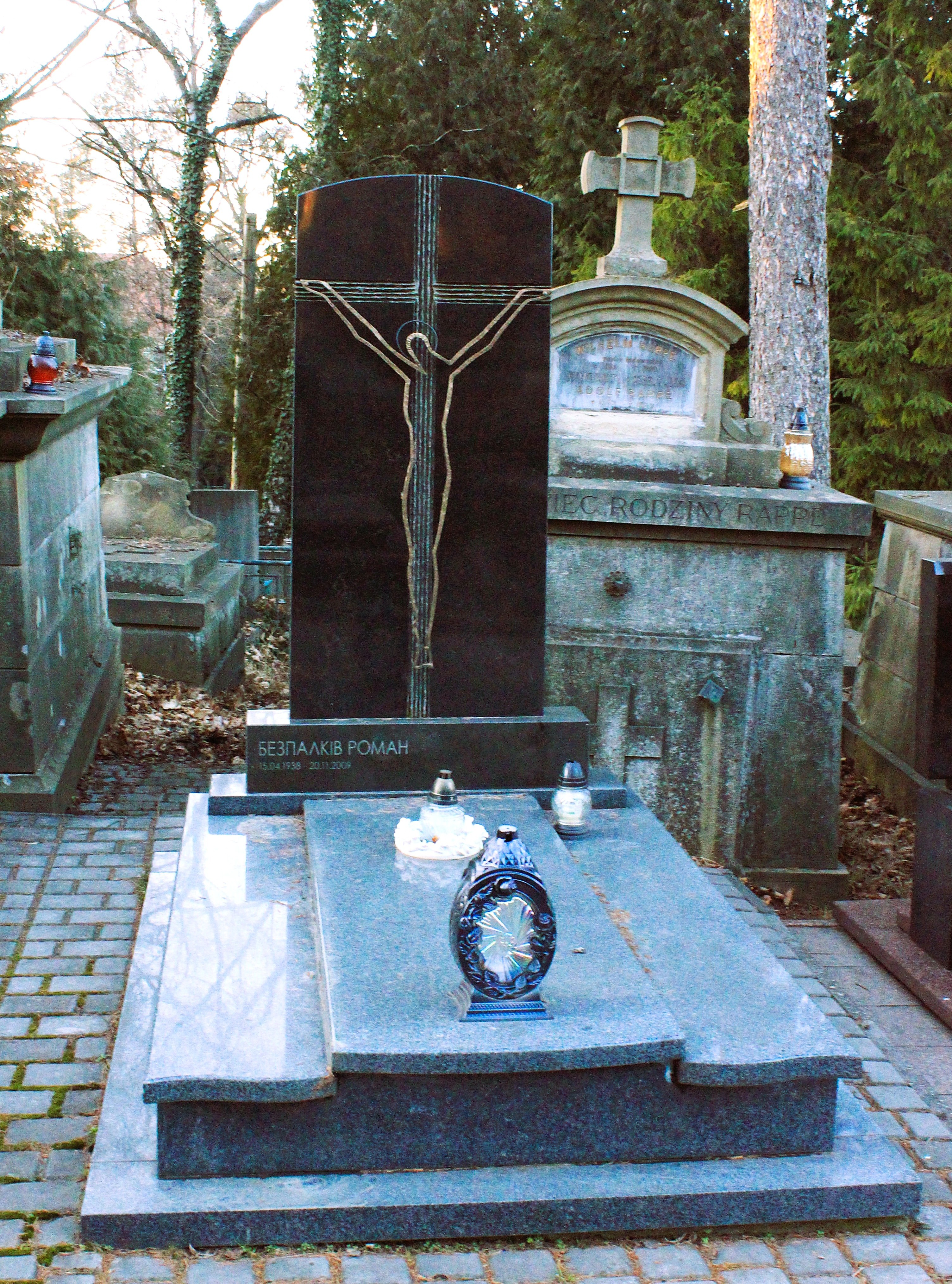
Нагробок на могилі художника Романа Безпалківа.

Рома́н Миха́йлович Безпа́лків (15 квітня 1938, Глушин — 19 листопада 2009, Львів) — український живописець. Член Національної спілки художників України (від 1988 року). Заслужений діяч мистецтв України (1998). Чоловік художниці-керамістки Ольги Безпалків.

## Життєпис
Народився 15 квітня 1938 року в селі Глушині (нині Золочівського району Львівської області). Батько був членом ОУН, перебував із сім'єю в еміграції у Німеччині, отримав наказ повернутися додому. Роман навчався у львівській спеціалізованій загальноосвітній школі № 8. 
1962 року закінчив фармацевтичний факультет Львівського державного медичного інституту. Три роки працював за фахом у містечку Скала-Подільська, що на Тернопільщині. У 1962 році він вступив до Львівського інституту декоративного і прикладного мистецтва, який закінчив у 1971 році. Педагогами за фахом були Романа Сельський, Карло Звіринський, Володимир Черкасов. Від 1970 року працював викладачем живопису у Львівському коледжі декоративного і ужиткового мистецтва імені Івана Труша. 
Був депутатом Львівської міської ради І (демократичного) скликання та головою підкомісії з оцінки і демонтажу пам'ятників епохи тоталітаризму у 1990—1994 роках. Мешкав у Львові на вул. Дорошенка.
Учасник персональних, республіканських та міжнародних виставок. 2004 року отримав обласну премію «Львівська слава» у галузі живопису, графіки, скульптури за мистецькі роботи 2002–2003 років, плідну творчу та педагогічну діяльність.
Помер у Львові після тривалої хвороби 19 листопада 2009 року. Похований на Личаківському цвинтарі (поле № 78).